# De-Mail
De-Mail è un progetto informatico del governo tedesco che ha fornito a cittadini e imprese una casella di posta elettronica idonea allo scambio certificato e legalmente valido di documenti fra cittadini, imprese e agenzie governative attraverso Internet.
Il progetto di e-government, chiamato Bürgerportal in tedesco, è il risultato di una collaborazione pubblico-privato tesa a ridurre i costi di comunicazione per l'amministrazione e le società private.
Bürgerportal fu presentato nel 2008 e ottenne l'approvazione dei due rami del Parlamento tedesco agli inizi del 2011. La relativa legge istitutiva del servizio entrò in vigore il 2 maggio 2011.

## Contesto
De-Mail fu lo strumento informatico adottato dal governo tedesco per recepire la Direttiva dell'Unione Europea 2006/123/CE che demandava le autorità degli Stati membri a dotarsi entro il 2009 di strumenti di comunicazione elettronica legalmente vincolanti fra la parti.
Il governo tedesco redasse la specifica giuridica e tecnica del servizio, che fu affidato in gestione a soggetti di diritto privato accreditati a fornirlo al termine di un processo di certificazione da parte della pubblica autorità o di un soggetto da essa delegato.

## Funzionalità
La specifica governativa impone l'implementazione di una serie di funzionalità a completamento del mero invio e ricezione di e-mail testuali con eventuali allegati. Essi sono:
- De-Mail: opzione di inviare posta raccomandata in forma digitale, avente lo stesso valore legale dell'invio cartaceo tradizionale a mezzo posta, con le necessarie notifiche di avvenuto recapito e conferma di lettura;
- De-Mail accounts: registrazioni di account nominativi e certificati: previa identificazione del richiedente, è possibile creare account secondo lo  standard <nome>.<cognome>@<De-Mail-Provider>.de-mail.de (ovvero utilizzare anche pseudonimi,  per le persone fisiche. Lo standard per le persone giuridiche è del tipo <Domain-Name>.de-mail.de.;
- De-Ident: abilita gli utenti a richiedere un vero e proprio documento d'identità digitale al proprio Provider di posta, basandosi sulle credenziali di accesso in fase di login, che tramite De-Mail può essere inoltrato a terze parti per fornire la prova dei dati anagrafici (età, sesso, ecc.);
- De-Safe: offre agli utenti uno spazio web nel quale cifrare e salvare documenti. Tale servizio non è comunque conforme ai requisiti previsti per l'archiviazione digitale di documenti legalmente validi e vincolanti.

## Adozione
L'adozione è su base esclusivamente volontaria e non può essere prevista come parte integrante e sostanziale dei contratti coi provider di posta elettronica, i quali sono tenutia fornire il servizio come opzione aggiuntiva.

## Critiche
- De-Mail non è interoperabile con gli altri servizi di posta elettronica ordinaria. De-Mail non dialoga con un altro servizio di posta elettronica legalmente certificate, l'Elektronisches Gerichts- und Verwaltungspostfach, che è adottato dalle corti tedesche e da altre organizzazioni governative. De-Mail non prevede ad esempio l'uso della firma digitale per garantire l'integrità dei dati fra il punto di invio e quello di ricezione;
- la crittografia end-to-end può essere offerta dai fornitori del servizio, ma non obbligatoriamente. Ciò rende possibile il fatto che le e-mail siano lette prima del loro invio dai provider stessi ovvero esponendo gli utenti ad attacchi informatici del tipo man-in-the-middle. Gli utenti possono parzialmente cautelarsi cifrando il messaggio prima dell'invio;
- i dati identificativi dell'utente associati al singolo account sono gestiti da una banca dati centrale visibile alla pubblica autorità. La legge istitutiva del servizio De-Mail indica di intestare la titolarità degli account a soggetti privati;
- le notifiche di ricezione sono inoltrate al mittente non appena l'e-mail è fisicamente associata all'account del destinatario. Questo aspetto non gestito è contrario alle norme internazionali per l'invio delle raccomandate postali secondo le quali la lettera è valida solamente quando viene accettata dal destinatario, che potrebbe non essere reperibile ovvero ha facoltà di rifiutare la raccomandata.

In modo simile, l'utente destinatario privo di notifiche di ricezione potrebbe non consultare regolarmente l'account di posta ovvero incontrare un legittimo impedimento avete causa di forza maggiore.
La posta elettronica offre ordinariamente una funzionalità di richiamo delle e-mail inviate per errore, poenendo un problema giuridico circa la validità e il valore vincolante delle comunicazioni lette fra il momento di ricezione della comunicazione e della relativa notifica di richiamo da parte del mittente.

## Provider abilitati al servizio
Il processo di accreditamento dei soggetti abilitati a fornire il servizio (fra i quali degli Internet Service Provider) è delegato alla società privata Deutsche Post.
Le società private accreditate ad erogare il servizio a cittadini e imprese sono le seguenti:
- Deutsche Telekom AG;
- Mentana-Claimsoft;
- T-Systems;
- United Internet AG.